# 西浅羽村
西浅羽村（にしあさばむら）は静岡県の西部、山名郡・磐田郡に属していた村である。袋井市南西部、原野谷川左岸域にあたる。

## 地理
- 河川：原野谷川

## 歴史
- 1889年（明治22年）4月1日 - 町村制の施行により長溝村、中村、富里村、浅岡村、浅羽一色村、一ノ池新田が合併して山名郡西浅羽村が発足。
- 1896年（明治29年）4月1日 - 郡制の施行により所属郡が磐田郡に変更。
- 1955年（昭和30年）3月31日 - 幸浦村・東浅羽村・上浅羽村と合併して浅羽村が発足。同日西浅羽村廃止。